# صماخ أنفي سفلي

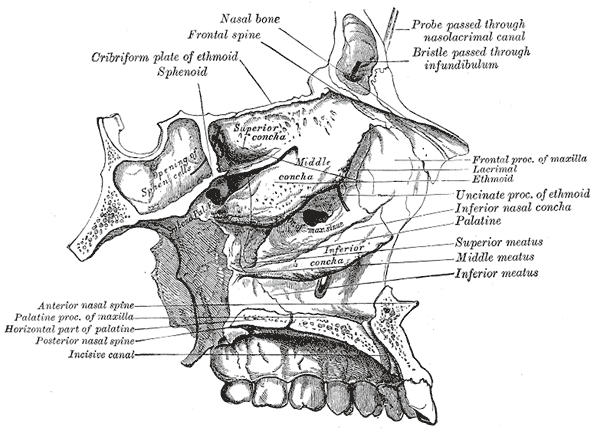
صماخ أنفي سفلي

الصماخ الأنفي السفلي هو أكبر أصمخة جوف الأنف يقع بين المحارة الأنفية السفلية والحنك. يتلقى الصماخ السفلي فتحة القناة الأنفية الدمعية.